# Альсанати, Андре
Андре Алан Альсанати (швед. André Alan Alsanati; род. 6 января 2000) — шведский и иракский футболист, полузащитник клуба «Сириус».

## Клубная карьера
Футболом начал заниматься в клубе «Триангельне» из Эскильстуны, куда его привёл отец. Оттуда перешёл в «ИФК Эскильстуна», за основную команду которого дебютировал в 14-летнем возрасте в третьем дивизионе, забив гол в первой же игре. В августе 2014 года ездил на просмотр в английскую «Астон Виллу». Затем на протяжении двух сезонов выступал за «Эскильстуну Сити» во втором дивизионе. В 2015 году дважды ездил на стажировки: в марте в датский «Мидтьюлланн» и в сентябре в нидерландский «Аякс».
Летом 2016 года присоединился к молодёжной команде «Хаммарбю». В её составе стал победителем юношеского чемпионата Швеции, забив в 12 матчах 15 мячей, а также выиграл молодёжное первенство, забив один из мячей в финальной игре против «Хеккена». Осенью 2017 года принял участие в двух матчах юношеской лиги УЕФА против «Аякса». В январе 2019 года продлил контракт с клубом на два года, условиями которого была предусмотрена возможность выступления за фарм-клуб — «Фрей». В феврале-марте того же года был в заявке команды на всех трёх матчах группового этапа кубка страны, но в играх участия не принимал. В сентябре впервые попал в заявку основной команды на матч чемпионата «Сириусом», но на поле не вышел. Выступая за «Фрей», принял участие в 26 матчах в Суперэттане и первом дивизионе, но результативными действиями не отметился. В начале января 2021 года ушёл из «Хаммарбю».
28 января 2021 года перешёл в «АФК Эскильстуна», с которой подписал контракт, рассчитанный на два года. Первую игру за новый клуб провёл 20 февраля в матче группового этапа кубка со своей бывшей командой «Хаммарбю». 12 апреля во встрече первого тура с «Вестеросом» дебютировал в Суперэттане. За два года, проведённых в команде, принял участие в 59 матчах и забил восемь мячей.
14 ноября 2022 года стал игроком «Сириуса», подписав пятилетнее соглашение. 2 апреля в гостевом поединке с «Норрчёпингом» дебютировал в чемпионате Швеции. Альсанати вышел в стартовом составе и в компенсированное к первому тайму время забил свой первый гол.

## Карьера в сборной
На юношеском уровне выступал за сборную Швеции до 17 лет. В её составе провёл семь матчей и забил один мяч. Случилось это в товарищеском матче с Финляндией.
В марте 2023 года принял решение выступать за национальную сборную Ирака. В июне того же года получил вызов на сбор главной сборной в испанском Хересе. 16 июня попал в заявку на товарищескую игру с Колумбией, но на поле в этом поединке не вышел.

## Клубная статистика
| Выступление      | Выступление      | Выступление      | Лига | Лига | Кубки | Кубки | Конт. кубки | Конт. кубки | Итого | Итого |
| Клуб             | Лига             | Сезон            | Игры | Голы | Игры  | Голы  | Игры        | Голы        | Игры  | Голы  |
| ---------------- | ---------------- | ---------------- | ---- | ---- | ----- | ----- | ----------- | ----------- | ----- | ----- |
| ИФК Эскильстуна  | Дивизион 3       | 2014             | 3    | 1    | 0     | 0     | 0           | 0           | 3     | 1     |
| ИФК Эскильстуна  | Итого            | Итого            | 3    | 1    | 0     | 0     | 0           | 0           | 3     | 1     |
| Эскильстуна Сити | Дивизион 2       | 2015             | 20   | 3    | 0     | 0     | 0           | 0           | 20    | 3     |
| Эскильстуна Сити | Дивизион 2       | 2016             | 2    | 0    | 0     | 0     | 0           | 0           | 2     | 0     |
| Эскильстуна Сити | Итого            | Итого            | 22   | 3    | 0     | 0     | 0           | 0           | 22    | 3     |
| Фрей             | Суперэттан       | 2019             | 13   | 0    | 0     | 0     | 0           | 0           | 13    | 0     |
| Фрей             | Дивизион 1       | 2020             | 13   | 0    | 0     | 0     | 0           | 0           | 13    | 0     |
| Фрей             | Итого            | Итого            | 26   | 0    | 0     | 0     | 0           | 0           | 26    | 0     |
| АФК Эскильстуна  | Суперэттан       | 2021             | 27   | 3    | 4     | 0     | 0           | 0           | 31    | 3     |
| АФК Эскильстуна  | Суперэттан       | 2022             | 28   | 5    | 0     | 0     | 0           | 0           | 28    | 5     |
| АФК Эскильстуна  | Итого            | Итого            | 55   | 8    | 4     | 0     | 0           | 0           | 59    | 8     |
| Сириус           | Алльсвенскан     | 2023             | 13   | 2    | 3     | 0     | 0           | 0           | 16    | 2     |
| Сириус           | Итого            | Итого            | 13   | 2    | 3     | 0     | 0           | 0           | 16    | 2     |
| Всего за карьеру | Всего за карьеру | Всего за карьеру | 119  | 14   | 7     | 0     | 0           | 0           | 126   | 14    |